# Landesregierung Pühringer V
- SPÖ: 1
- GRÜNE: 1
- ÖVP: 4
- FPÖ: 3

Die Landesregierung Pühringer V bildete die Oberösterreichische Landesregierung in der XXVIII. Gesetzgebungsperiode zwischen 23. Oktober 2015 und 6. April 2017. Die Landesregierung wurde am 23. Oktober 2015 vom Oberösterreichischen Landtag gewählt und in der Folge angelobt. Auf Grund des Proporzsystems waren alle Landtagsfraktionen auch in der Landesregierung vertreten.

## Geschichte
Seit der Wahl 2003 regierte in Oberösterreich eine schwarz-grüne Koalition. Bei der Landtagswahl 2015 am 27. September 2015 hatte die Österreichische Volkspartei (ÖVP) 4 von 9 Regierungssitzen erreicht und damit gegenüber 2009 ein Regierungsmitglied verloren. Außerdem verlor die ÖVP sechs Sitze im Landtag, eine Fortsetzung der bisherigen Regierungszusammenarbeit war damit trotz Zugewinns der Grünen von einem Landtagsmandat nicht mehr möglich. Zwar besaßen die beiden Parteien zusammen weiterhin eine Mehrheit in der nach dem Proporzsystem zusammengesetzten Landesregierung, aber keine mehr im oberösterreichischen Landtag. Die Freiheitliche Partei Österreichs (FPÖ) konnte ihre Landtagssitze von 9 auf 18 verdoppeln, gewann zwei Regierungssitze und erhielt somit insgesamt drei Regierungssitze. Die Sozialdemokratische Partei Österreichs (SPÖ) verlor einen Regierungssitz und ist nur mehr mit einem Sitz in der Regierung vertreten. Die Grünen Oberösterreich (Grüne) konnten ihren Regierungssitz halten.
Am 21. Oktober 2015 erteilten die Landesparteivorstände der ÖVP und FPÖ eine Vollmacht eine Koalition zwischen ÖVP und FPÖ fertig zu verhandeln und abzuschließen. Außerdem erfolgten Abstimmungen über die Besetzung der Regierungssitze der ÖVP. Josef Pühringer wurde einstimmig als Landeshauptmann bestätigt und der bisherige Klubobmann Thomas Stelzer als Landeshauptmann-Stellvertreter designiert. Aufgrund des verloren gegangenen Regierungssitzes kam es im ÖVP-Parteivorstand zu einer Kampfabstimmung zwischen den bisherigen Landesräten Doris Hummer, Maximilian Hiegelsberger und Michael Strugl, wobei Hummer unterlag und aus der Regierung ausscheiden musste. Damit war erstmals seit 20 Jahren in einer oberösterreichischen Regierung keine Frau vertreten, die oberösterreichische Landesregierung war österreichweit die einzige ohne Frau.
Josef Pühringer wurde in der ersten konstituierenden Landtagssitzung am 23. Oktober 2015 mit 48 von 56 Stimmen gewählt. Die Grünen mit sechs Abgeordneten gaben an, ihn nicht gewählt zu haben. Der Grüne Landesrat Rudolf Anschober verlor gegenüber der Landesregierung Pühringer IV die Aufgabenbereiche Hochwasserschutz und Energiepolitik.
Die schwarz-blaue Landesregierung ist mit Stand 2015 bundesweit die einzige Koalition zwischen ÖVP und FPÖ und die erste dieser Art im Bundesland Oberösterreich.
Reinhold Entholzer trat in der Landtagssitzung am 16. Juni 2016 als Landesrat zurück. Ihm folgte AMS-Chefin Birgit Gerstorfer als Landesrätin nach, sie wurde in der Landtagssitzung am 7. Juli 2016 angelobt. Von Thomas Stelzer übernahm sie außerdem am 8. Juli 2016 die Frauenagenden.
Am 11. September 2016 wurden von der ÖVP Oberösterreich die personellen Weichenstellungen für die Zeit nach Landeshauptmann Josef Pühringer präsentiert. Landeshauptmannstellvertreter Thomas Stelzer soll Pühringer als Landeshauptmann nachfolgen und auch das Finanzressort erhalten, Michael Strugl soll aber beim laufenden Budget und der mittelfristigen Finanzplanung seine Zustimmung geben müssen. Außerdem sollen die Forschungs- und Wissenschaftsagenden von Stelzer zu Strugl wandern. In Kraft treten sollen diese Änderungen ab einem Rücktritt von Josef Pühringer als Landeshauptmann.
Am 9. Februar 2017 wurde bekannt, dass Josef Pühringer am 6. April 2017 sein Amt an Thomas Stelzer übergeben soll. Neue Landesrätin soll Christine Haberlander werden, Landesrat Michael Strugl soll als Landeshauptmannstellvertreter nachfolgen.
Die drei neuen Regierungsmitglieder (Landeshauptmann Thomas Stelzer, Landeshauptmann-Stellvertreter Michael Strugl und Landesrätin Christine Haberlander) wurden am 6. April 2017 vor dem oberösterreichischen Landtag angelobt. Pühringer schied damit offiziell aus seinem Amt aus.
Die Landesregierung Pühringer V ging mit diesen Personalveränderungen in der Landesregierung Stelzer I auf.

## Regierungsmitglieder
| Amt                                                     | Bild | Name                     | Partei | Partei                                         | Zuständigkeitsbereiche                                                                |
| ------------------------------------------------------- | ---- | ------------------------ | ------ | ---------------------------------------------- | ------------------------------------------------------------------------------------- |
| Landeshauptmann                                         |      | Josef Pühringer          |        | ÖVP                                            | Finanzen, Gesundheit und Kultur                                                       |
| Landeshauptmann-Stellvertreter                          |      | Thomas Stelzer           | ÖVP    | Personal, Bildung, Forschung, Familien, Jugend |                                                                                       |
| Landeshauptmann-Stellvertreter                          |      | Manfred Haimbuchner      |        | FPÖ                                            | Wohnbau, Naturschutz, Hochbau, Baurecht, Familien                                     |
| Landesrat                                               |      | Rudolf Anschober         |        | Grüne                                          | Umwelt, Asyl, Integration                                                             |
| Landesrat                                               |      | Birgit Gerstorfer        |        | SPÖ                                            | Gemeinden (geteilt mit Maximilian Hiegelsberger), Soziales, Frauen; seit 7. Juli 2016 |
| Landesrat                                               |      | Maximilian Hiegelsberger |        | ÖVP                                            | Gemeinden (geteilt mit Birgit Gerstorfer), Landwirtschaft                             |
| Landesrat                                               |      | Elmar Podgorschek        |        | FPÖ                                            | Sicherheit, Feuerwehrwesen, Hochwasserschutz                                          |
| Landesrat                                               |      | Günther Steinkellner     | FPÖ    | Infrastruktur                                  |                                                                                       |
| Landesrat                                               |      | Michael Strugl           |        | ÖVP                                            | Wirtschaft, Arbeitsmarkt, Sport, Raumordnung, Energie                                 |
| Vorzeitig ausgeschiedene Mitglieder der Landesregierung |      |                          |        |                                                |                                                                                       |
| Landesrat                                               |      | Reinhold Entholzer       |        | SPÖ                                            | Gemeinden (geteilt mit Maximilian Hiegelsberger), Soziales; bis 16. Juni 2016.        |